# Kyzyl

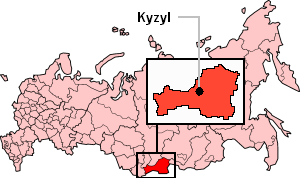
La posizione geogfrafica di Kyzyl sulla mappa della Russia.

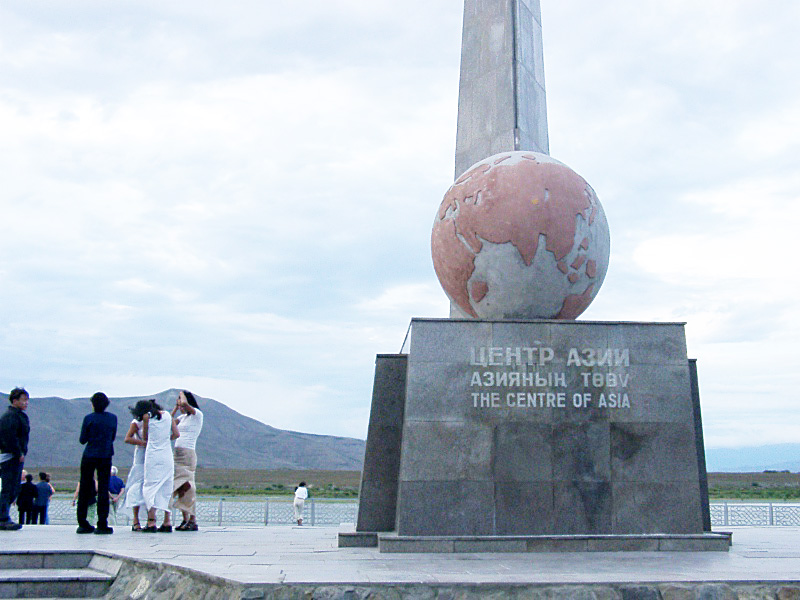
Il monumento che segna il centro geografico dell'Asia.

Kyzýl (in russo Кызы́л?; in tuvano Кызыл, Kızıl) è una città della Russia siberiana centro-meridionale di quasi 120 000 abitanti, capitale della Repubblica di Tuva.
La città è il centro amministrativo e culturale della Repubblica di Tuva, fin da quando questa (all'epoca Repubblica popolare di Tuva) entrò a far parte dell'Unione Sovietica nel 1944; vi hanno sede il Parlamento Tuvano, il Teatro Nazionale e un centro dedicato allo studio e all'insegnamento del Xöömej, un canto tradizionale tuvano.

## Geografia fisica
È situata lungo le rive del fiume Enisej, più o meno nel punto esatto in cui si uniscono i suoi due rami sorgentiferi, il Grande (Bol'šoj) e il Piccolo (Malyj) Enisej; sembrerebbe anche (quantomeno ai residenti) che il sito della città sia il centro geografico del continente asiatico.

## Origini del nome
Il nome della città, risalente al 1926, viene dalla lingua tuvana e significa "rossa".

## Storia
La città venne fondata nel 1914 da coloni russi come capoluogo del neocostituito Territorio di Urjanchaj con il nome di Belocarsk (Белоца́рск); questo primo nome, che significa letteralmente "del bianco Zar", deriva dal titolo con cui era conosciuto lo Zar di Russia presso i Tuvani, Tsagan-Khan, letteralmente "il Sovrano Bianco". Nel 1918, in seguito alla rivoluzione comunista e al crescente movimento anzti-zarista, la città fu rinominata Chem-Beldyr (Хем-Белды́р), dal tuvano "confluenza dei due fiumi" (in riferimento ai due rami dello Enisej che qui si uniscono). Nel 1921 la città divenne capitale della Repubblica popolare di Tuva e nel 1926 ricevette l'attuale di Kyzyl, che in lingua tuvana significa semplicemente rossa.
Nel 1944 la città divenne formalmente parte dell'URSS come capoluogo dell'Oblast' autonoma di Tuva, per poi diventare capitale della RSSA Tuvana all'atto della sua fondazione nel 1961.
Dal 1991, successivamente alla caduta dell'URSS, divenne capitale dell'attuale Repubblica di Tuva come parte della Federazione Russa.

## Società

### Evoluzione demografica
Fonte: mojgorod.ru
| 1939   | 1959   | 1970   | 1979   | 1989   | 2002    | 2008    |
| ------ | ------ | ------ | ------ | ------ | ------- | ------- |
| 10 000 | 34 500 | 51 700 | 66 000 | 84 600 | 104 105 | 108 070 |

## Infrastrutture e trasporti

### Aeroporti
La città è servita dall'Aeroporto di Kyzyl, la base tecnica della compagnia aerea russa la Tuva Avia.
I voli di linea collegano Kyzyl con la capitale russa Mosca (Aeroporto di Mosca-Domodedovo) le vicine città importanti della Siberia: Abakan, Krasnojarsk, Novosibirsk.

## Amministrazione

### Gemellaggi
- Honolulu